# Кузьмін Микола Михайлович (токар)
Микола Михайлович Кузьмін (1919, тепер Смоленська область, Російська Федерація — ?, місто Москва) — радянський діяч, новатор виробництва, токар Московського заводу «Красный Пролетарий». Депутат Верховної Ради Російської РФСР 4—5-го скликань. Член Центральної Ревізійної Комісії КПРС у 1956—1961 роках.

## Життєпис
Народився в селянській родині.
З 1940 року — токар-карусельник Московського заводу «Красный Пролетарий» імені Єфремова.
Член ВКП(б) з 1947 року.
У 1955 році — у відрядженні на Пекінському інструментальному заводі № 2 Китайської Народної Республіки, інструктор із швидкісної обробки металу.
У 1962—1965 роках — член Комітету партійно-державного контролю Бюро ЦК КПРС по Російській РФСР і Ради міністрів РРФСР.
Автор книги «Мій досвід роботи на карусельному верстаті» (1953).
Потім — на пенсії в Москві.

## Нагороди і звання
- ордени
- медалі
- Сталінська премія ІІІ ст. (1951) — за створення вертикальних токарно-копіювальних двухшпінделевих напівавтоматів